# Gagrella tuberculata
Gagrella tuberculata is een hooiwagen uit de familie Sclerosomatidae.